# INS Betwa (1959)
INS Betwa – fregata Indyjskiej Marynarki Wojennej brytyjskiego typu 41 (Leopard), jeden z trzech okrętów tego typu w indyjskiej służbie. Nosiła numery burtowe F139 i F39. Weszła do służby w 1960 roku, została wycofana w 1988 roku.

## Budowa
W 1954 roku Indie zamówiły w Wielkiej Brytanii budowę sześciu nowoczesnych fregat, w tym trzech typu 41 (Leopard) i trzech typu 14 (Blackwood). Były one pierwszymi nowo zbudowanymi okrętami dla Indyjskiej Marynarki Wojennej. Fregaty typu 41 (Type 41) zostały zaprojektowane dla marynarki brytyjskiej jako okręty obrony przeciwlotniczej. Jako pierwsze brytyjskie fregaty wprowadziły napęd silnikami Diesla zamiast turbinami parowymi. Okręty dla Indii zostały nieco zmodyfikowane w stosunku do brytyjskich pod kątem warunków lokalnych.
Fregata „Betwa” została zbudowana w stoczni Vickers w Newcastle upon Tyne jako trzeci i ostatni z indyjskich okrętów projektu 41. Stępkę pod budowę położono 29 maja 1957 roku, a wodowanie odbyło się 15 września 1959 roku. Otrzymała nazwę „Betwa” od rzeki. Weszła do służby 8 grudnia 1960 roku, jako ostatnia z grupy sześciu zamówionych fregat, a także po dwóch zamówionych później fregatach typu 12 (Whitby).

## Skrócony opis
Okręty projektu 41 stanowiły dość duże fregaty z typowymi liniami kadłuba i architekturą dla brytyjskich okrętów tej klasy lat 50. Pokład dziobowy ciągnął się na większość długości okrętu, obniżając się dopiero na rufie, a na samym dziobie pokład było dodatkowo podniesiony dla polepszenia dzielności morskiej.  Na pokładzie dziobowym i rufowym umieszczone były pojedyncze wieże artylerii uniwersalnej, a pomiędzy nimi rozciągała się grupa niskich nadbudówek. Ściany nadbudówki dziobowej stanowiły przedłużenie burt. Okręty miały dwa maszty kratownicowe, mieszczące zarazem wyloty spalin silników, bez klasycznych kominów. Wyporność normalna okrętów wynosiła 2300 długich ton (ts), a pełna 2520 ts. Długość wynosiła 103,6 m, a szerokość 12,2 m. Zanurzenie podawane jest w źródłach od 3,6 m do 4,9 m. Załoga liczyła 210 osób.
Główne uzbrojenie artyleryjskie stanowiły cztery armaty uniwersalne kalibru 114 mm (4,5 cala) Mk 6 w dwóch dwudziałowych wieżach. Ich ogniem kierował system kierowania ogniem Mk 6M, uzyskujący dane z radaru oraz zapasowego dalocelownika CRBF na rufie. Uzbrojenie to uzupełniało na okrętach brytyjskich pojedyncze działko przeciwlotnicze 40 mm Bofors, zamiast przewidzianego projektem podwójnego działka. Prawdopodobnie takie samo lekkie uzbrojenie przeciwlotnicze nosiły okręty indyjskie. Do zwalczania okrętów podwodnych służył trzylufowy miotacz bomb głębinowych Squid.
Wyposażenie radiolokacyjne w oryginalnym projekcie brytyjskim stanowił radar dozoru powietrznego dalekiego zasięgu typu 960 na maszcie dziobowym, radary typów 275 oraz 262 (kierowania ogniem), typów 992Q oraz 993 (dozoru nawodnego i wykrywania celów niskolecących) i typów 974 oraz 978 (nawigacyjne)Conway’s All the world’s fighting ships 1947–1995 ↓, s. 484, 516. Okręty indyjskie były wyposażone m.in. w radary typu 960 (dozoru powietrznego), 275 (artyleryjski) i 293Q – starszy radar dozoru nawodnego i wykrywania celów niskolecących, zapewne zamiast radarów 992Q i 933Conway’s All the world’s fighting ships 1947–1995 ↓, s. 484, 516. Do wykrywania okrętów podwodnych służyły na okrętach brytyjskich stacje hydrolokacyjne typów 170, 174 i 162.
Siłownia okrętowa składała się z ośmiu silników wysokoprężnych ASR1 (Admiralty Standard Range 1) o mocy łącznej 14 400 bhp, napędzających dwie śruby. Napęd pozwalał na osiągnięcie prędkości maksymalnej 25 węzłów. Zasięg wynosił 7500 mil morskich przy prędkości ekonomicznej 16 węzłów. Silniki sprawiały jednak problemy w eksploatacji w Indiach.

## Służba
Po wejściu do służby trzy indyjskie okręty typu 41 utworzyły 16. Eskadrę Fregat. INS „Betwa” otrzymała początkowo numer burtowy F 139.
„Betwa” wzięła udział w operacji zbrojnej aneksji Indii Portugalskich. Wraz z bliźniaczym „Beas” i slupem „Cauvery” 18 grudnia 1961 roku w pojedynku przez portem Marmagao zniszczyła ogniem artylerii portugalską fregatę „Afonso de Albuquerque”, która wyrzuciła się na brzeg.  Przy tym, część publikacji wskazuje tylko na ogień fregaty „Betwa” jako przyczynę zniszczenia portugalskiego okrętu.
Na początku wojny z Pakistanem w 1965 roku okręt znajdował się w remoncie w Bombaju, lecz 7 września przerwał remont i wraz z zespołem floty z krążownikiem „Mysore” patrolował pod Bombajem z uwagi na informacje o planowanym ataku na to miasto floty pakistańskiej, do którego nie doszło. W dniach 10-14 września „Betwa” wyszła z głównymi siłami floty, w tym krążownikiem „Mysore” i dwoma bliźniaczymi fregatami, patrolując w rejonie półwyspu Kathijawar, bez kontaktu z przeciwnikiem (operacja Gallant). Między 18 a 22 września „Betwa” patrolowała tam ponownie z głównymi siłami floty, w związku z fałszywymi doniesieniami o wysadzeniu desantu pakistańskiego pod Porbandarem. Działania wojenne zakończyły się rozejmem 23 września.
Podczas kolejnej wojny z Pakistanem w 1971 roku „Betwa” nie odegrała większej roli.
Na przełomie lat 70/80. „Betwa” wraz z bliźniaczymi fregatami została przebudowana na okręt szkolny – zamiast zdjętej wieży rufowej zabudowano na rufie dodatkowe pomieszczenia. Otrzymała wówczas numer burtowy F 39. Została wycofana ze służby w 1988 roku.